# (7064) Montesquieu
(7064) Montesquieu (1992 OC5) – planetoida z pasa głównego asteroid okrążająca Słońce w ciągu 5,6 lat w średniej odległości 3,15 j.a. Odkryta 26 lipca 1992 roku.